# Isabel Serra Sánchez
Isabel Serra Sánchez   (Madrid, 15 d'agost de 1989) és una activista i política espanyola, militant de Podem, diputada de la x legislatura de l'Assemblea de Madrid.

## Biografia

### Primers anys
Va néixer el 15 d'agost de 1989 a Madrid; filla de Fernando Serra, columnista de Libertad Digital, és germana petita de Clara Serra, també diputada al parlament autonòmic de Madrid.
Va estudiar la carrera de filosofia i posteriorment va decidir estudiar un màster d'Economia. Va participar en el moviment estudiantil contra el Procés de Bolonya durant els seus anys d'universitat i va ser fundadora del col·lectiu Joventut Sense Futur, a més de participant en 15M.
Va participar en Podem des dels seus inicis en 2014 al madrileny Teatro del Barrio. Va ser inclosa com a candidata al lloc 16 de la llista de Podem per a les eleccions al Parlament Europeu de 2014.

### Diputada regional
Candidata per Podem a les eleccions a l'Assemblea de Madrid de 2015, va ser elegida diputada de la x legislatura de la cambra, en la que exerceix la vicepresidència de la Comissió de Polítiques Socials i Família i el càrrec de portaveu de la Comissió de Joventut.
Abanderada a Madrid de la facció anticapitalista dins el partit, va ser candidata en les primàries a la secretaria general de Podem Madrid de desembre de 2017, on va ser derrotada per la candidatura oficialista del exJEMAD Julio Rodríguez.
El 27 d'abril de 2018 va anunciar la seva baixa de l'associació Anticapitalistes per «discrepàncies amb algunes decisions polítiques i estratègiques».
A les eleccions a l'Assemblea de Madrid de 2019 del 26 de maig va tornar a encapçalar la candidatura de Podem, que es va presentar en la coalició Unides Podem obtenint mals resultats i fou desbancat per Més Madrid.

### Manifestació antidesnonaments
El 2018 se li va imputar un presumpte delicte de desordres públics, com a participant d'una manifestació antidesnonaments el 2014. El febrer de 2018 va decidir, en una carta enviada al Tribunal Superior de Justícia de Madrid, sol·licitar la revocació del seu aforament, al qual tenia dret com a diputada, de cara a afrontar el procés judicial, si bé, en ser els fets imputats anteriors a la seva condició de diputada, l'aforament no tindria efecte. El 22 d'abril de l'any 2020 va ser condemnada pel Tribunal Superior de Justícia de Madrid (TSJM) a dinou mesos de presó per un delicte d'atemptat contra l'autoritat, lesions lleus i danys, i va ser absolta dels desordres públics, a més, va haver de pagar una multa de 10 euros diaris a raó de vuit mesos.
El juliol de 2021 el Tribunal Suprem va ratificar la condemna. La sentència es va basar en l'atestat policial i assegura que, tot i que "no està acreditada" la participació en els aldarulls, les imatges tampoc "ho desmenteixen perquè no recullen la integritat" dels fets "des de tots els angles possibles". Serra havia estat elegida novament diputada en les eleccions a l'Assemblea de Madrid de 2021, però no havia recollit l'acta a l'espera de la sentència.